# Gymnasium Am Geroweiher

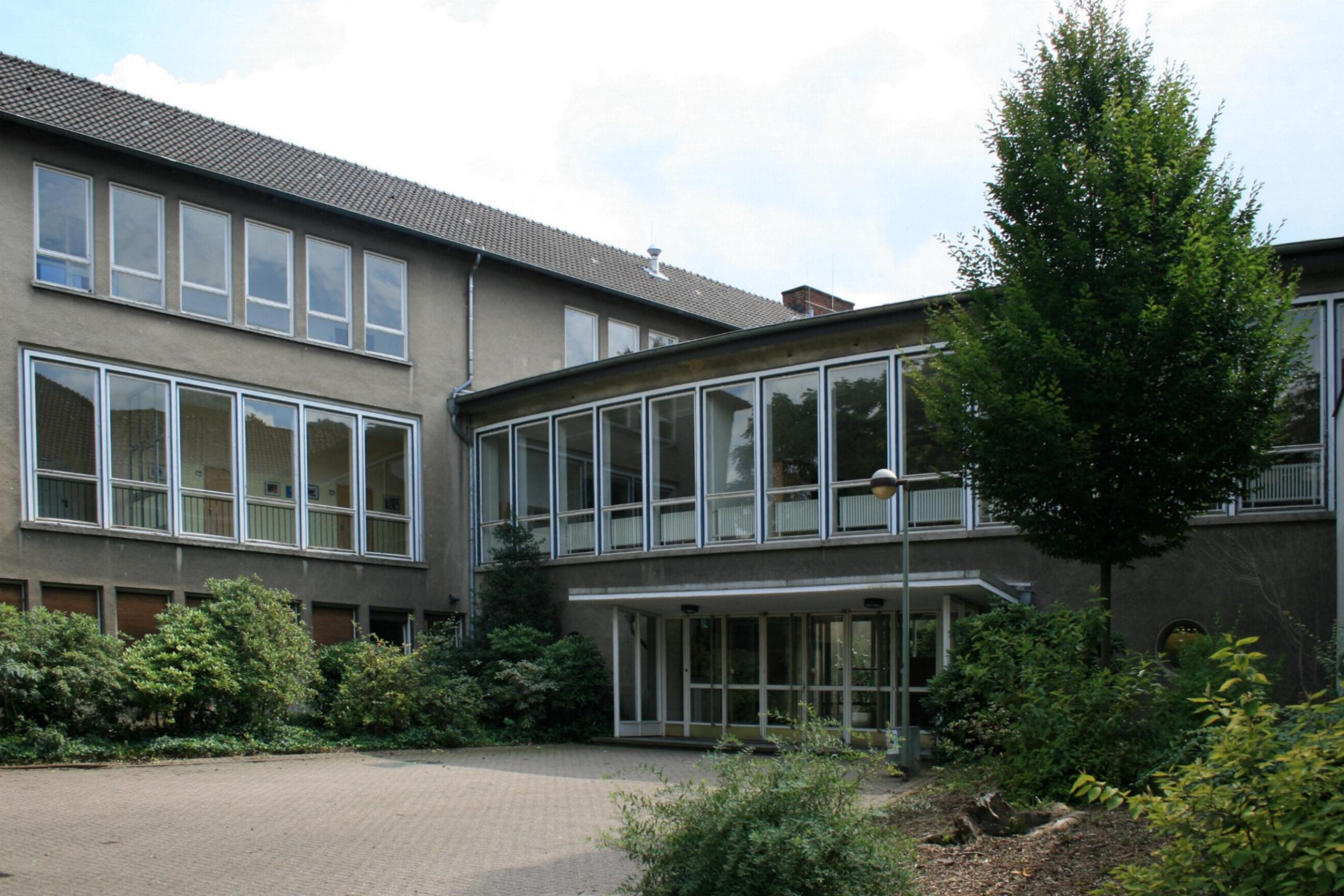
Gymnasium Am Geroweiher (2010)

Das Gymnasium Am Geroweiher ist ein Gymnasium in städtischer Trägerschaft in Mönchengladbach (Nordrhein-Westfalen), an dem seit 1979 nach den Prinzipien der Montessoripädagogik unterrichtet wird und dessen Altbau-Gebäude unter Denkmalschutz steht. Die Schule wurde am 1. Oktober 1875 als Oberlyzeum gegründet und im Schuljahr 1972/73 wurden erstmals Jungen in der Oberstufe unterrichtet. Ihren heutigen Namen trägt die Schule seit 1978.
Der Altbau wurde von 1952 bis 1957 erbaut. Es ist unter Nr. B 167 am 22. November  2004 in die Denkmalliste der Stadt Mönchengladbach eingetragen worden.

## Architektur
Die Schule liegt nordwestlich des Geroweihers am Fuß des Abteibergs. Der Altbau-Gebäudekomplex der Schule besteht aus drei u-förmig um den Schulhof gruppierten und in der Mitte jeweils leicht geknickten Flügeln, an deren Rückseite sich entlang der Balderichstraße ein vierter Trakt anschließt. Dieser beherbergt mit dem Foyer, der Aula und der Turnhalle die größeren Räume der Schule und ist entsprechend seiner Funktionsbereiche in einzelne Baukörper von unterschiedlicher Höhe und eigenem Dach gegliedert.
Die zwei- bis dreigeschossigen Bauten sind in Stahlbeton als Skelettkonstruktion, die sich als rhythmisches Gliederungselement in den verputzten Fassaden zum Schulhof widerspiegelt, errichtet und werden von flach geneigten Walmdächern mit Ziegeleindeckung bedeckt. Zur Außenseite des Komplexes zeigen die Fassaden dagegen eine enge Reihung hochformatiger Fenster.
Der Haupteingang der Schule liegt an der Balderichstraße in dem zwischen der u-förmigen Anlage und der Aula leicht zurückgesetzten Foyerbau. Das Foyer ist zweigeschossig mit Flachdach und verfügt über eine großzügige Durchfensterung mit Bändern aus raumhohen hochformatigen Fenstern bzw. Fenstertüren – im Obergeschoss beidseitig, im Erdgeschoss nur auf der zum Schulgarten weisenden Rückseite. Im Erdgeschoss der Eingangsfront rahmt ein pavillonartiger Vorbau mit weit auskragendem Flachdach die sechsflügelige Türanlage des Windfangs. Nach Osten zu setzt sich das Foyer in den mittleren Flügel des den Schulhof einrahmenden Bauteils fort und erlaubt von dort aus den Zugang zum Schulhof.
Die drei den Schulhof umgebenden Flügel beherbergen zum Schulhof hin die Unterrichtsräume in einer einhüftigen Anlage mit großzügigen, hellen Fluren entlang der Außenseite des Komplexes und zeittypischen geschwungenen Treppen. Der mittlere Flügel mit den Klassenräumen ist dreigeschossig, der nordöstliche Flügel mit den Fachräumen und den Räumen für die Verwaltung sowie der südwestliche Flügel für die ehemaligen Frauenoberschule und die heutige Grundschule sind zweigeschossig. Letzterer schließt nur im Obergeschoss an den Mittelbau an. Er nimmt u. a. den Zeichensaal, den Werkraum und eine Küche auf und endet im Südosten in einem kleinen Speisesaal. Daran schließt sich eine Terrasse an, die von einer niedrigen Natursteinmauer eingefasst ist und mit einer von dünnen Rundstützen getragenen Stahlbetonplatte als Überdachung endet. Im Mittelpunkt ihres gerundeten Abschlusses befindet sich eine Stütze mit umlaufender Sitzbank.
Auf der anderen Seite des Foyers schließen sich nach Norden versetzt die Aula mit Bühne und einer geschwungenen Empore sowie – ebenfalls etwas von der Balderichstraße zurückversetzt – die Sporthalle an. Während sich die Aula mit ihrer großen Fensterfront zur Balderichstraße hin öffnet, sind bei der Sporthalle die gesamten Zwischenräume des Betonskeletts auf der südlichen Gartenseite verglast. Türen an beiden Enden der Fassade erlauben den Zugang zu den vorgelagerten Außensportanlagen.
Die Außenanlagen wurden von Gustav Allinger entworfen.
Auf der anderen Seite der Balderichstraße, die in diesem Bereich für den motorisierten Verkehr gesperrt ist, befinden sich eine weitere Sporthalle mit einer Hausmeisterwohnung und ein Neubau mit Unterrichtsräumen, der im 1. Obergeschoss durch eine überdachte Brücke über die Straße mit dem Altbau verbunden ist. Diese Gebäude wurden Anfang der 1980er Jahre errichtet und werden seit dem Schuljahr 1981/82 genutzt.